# 劉易斯頓-昆士頓橋
劉易斯頓-昆士頓橋（英語：Lewiston–Queenston Bridge）是美加邊境上的拱橋，跨越尼亞加拉河連接美國紐約州劉易斯頓和加拿大安大略省濱湖尼亞加拉鎮昆士頓，西端駁上安大略405號省道，東端則駁上190號州際公路。大橋的設計仿效位於上游尼亞加拉瀑布的彩虹橋，於1962年11月1日正式通車。大橋設有五條可轉換方向的行車線，但不設行人路。此外，大橋兩端各設美加邊檢關卡；美方關卡不設NEXUS卡或FAST卡持卡人快線，而加方關卡則設NEXUS卡持卡人快線。
從美國前往加拿大（即西行方向）的汽車需要繳付3.25美元/加元的過橋費，裝有ExpressPass電子繳費系統汽車的過橋費則為2.75美元/加元；反方向交通則無需繳費。

## 邊檢關卡
大橋兩端邊檢關卡的佈局如下：
- 加方關卡：
  - 8條邊檢通道供汽車、旅遊巴和休閒車使用
  - 4條邊檢通道供貨車使用
  - 停車場供檢驗中的貨車停泊
  - 直升機場
  - 6條過橋費收費通道
- 美方關卡：
  - 6條邊檢通道供汽車、旅遊巴和休閒車使用
  - 3條邊檢通道供貨車使用
  - 停車場供檢驗中的貨車停泊

## 歷史

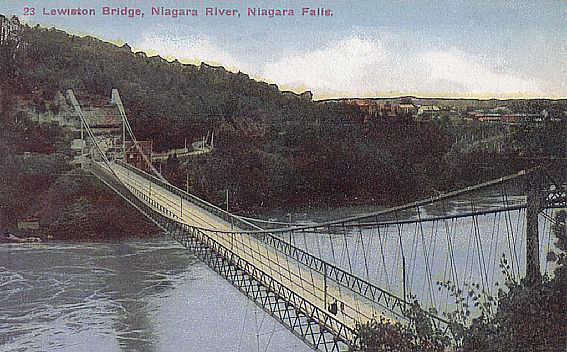
1915年的昆士頓-劉易斯頓吊橋

昆士頓和劉易斯頓過去曾為一條名為“昆士頓-劉易斯頓橋”（Queenston-Lewiston Bridge）的吊橋連接。第一代吊橋於1851年落成，主橋跨約長841–849英尺（256–258米），後來毀於風災，但部分鋼纜到了1895年仍繫於橋塔。第二代吊橋本來位於現時的彩虹橋一帶，於1898年遷至昆士頓，待現時的拱橋開通後於1963年拆卸。

## 外部連結
- Structurae数据库中Lewiston-Queenston Bridge (1962)的数据
- Niagara Falls Bridge Commission （页面存档备份，存于）
- Images from the Niagara Historic Digital Collections
- Live Traffic Camera of Lewiston Queenston Bridge （页面存档备份，存于）
- Lewiston Queenston Bridge Collection of Images Niagara Falls Public Library (Ont.)

43°9′11″N 79°2′40.03″W / 43.15306°N 79.0444528°W